# Cchu-ťü

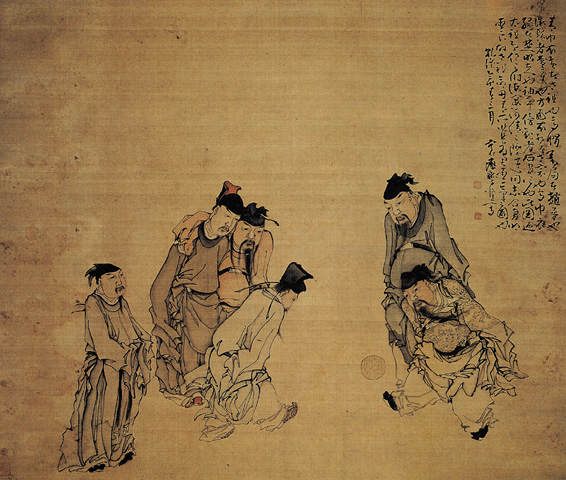
Cchu-ťü od Chuang Šena, asi 18. století

Cchu-ťü (čínsky pchin-jinem cùjú, znaky 蹴鞠) byla čínská míčová hra podobná fotbalu.
Hra existovala už v III. – II. století př. n. l. Zprvu byla cvičením vojáků, později se rozšířila i na císařský dvůr a do vyšších vrstev společnosti. Širokou oblíbenost mezi obyvatelstvem získala za dynastie Sung, kdy se objevili i profesionální hráči cchu-ťü. Za dynastie Ming popularita hry upadla.
Hráči měli kopáním dostat kožený míč (30–40 cm v průměru) do malé sítě, případně na část hrací plochy přidělenou protivníkům.
Roku 2004 ji FIFA prohlásila za předchůdkyni fotbalu, přestože mezi hrami neexistuje spojení.